# Хожовский сельсовет
Хожовский сельсовет (бел. Хажо́ўскі сельсавет) — административная единица на территории Молодечненского района Минской области Беларуси. Административный центр — агрогородок Хожово.

## История
Образован 12 октября 1940 года как Хожевский сельсовет в составе Молодечненского района Вилейской области БССР. Центр — деревня Хожево. С 20 сентября 1944 года в составе Молодечненской области. 12 июня 1958 года с Хожовского сельсовета в состав Новосиловского сельсовета переданы 7 населённых пунктов (Вытроповщина, Вязовец, Коледино, Кукловщина, Менютки, Разводово, Тюрли).
11 сентября 1959 года сельсовет упразднён, территория присоединена к Тюрлевскому сельсовету. 
10 июня 1965 года вновь образован Хожовский сельсовет из части территории Тюрлевского сельсовета в составе Молодечненского района Минской области.
В 1974 году упразднён хутор Овчарник.

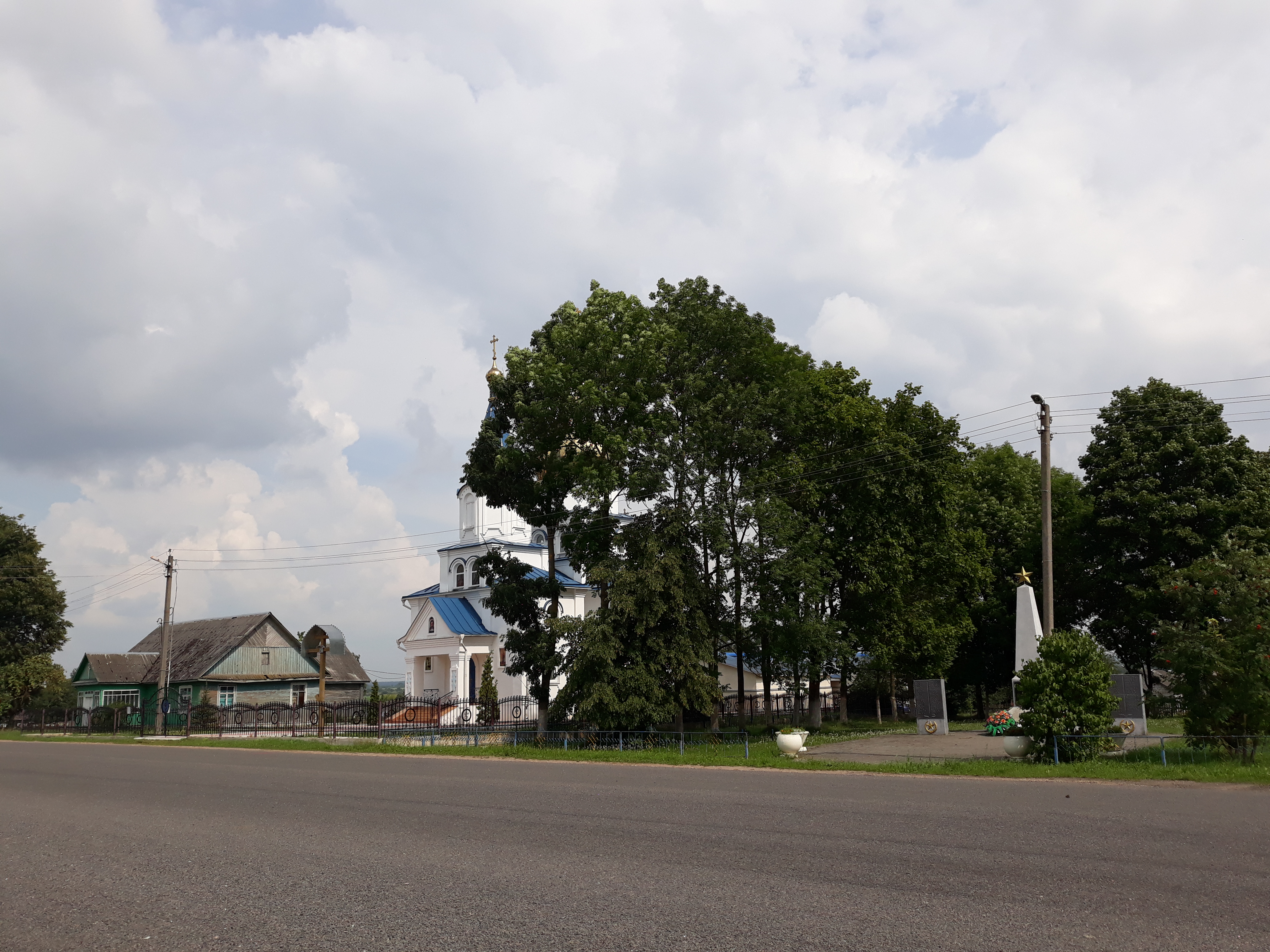
Агрогородок Хожово

5 марта 1981 года сельсовет переименован в Хожовский, а центр — в Хожово. 
28 июня 2013 года в состав сельсовета включена часть населённых пунктов упразднённого Холхловского сельсовета — Березовцы, Броды, Витковщина, Задворцы, Куково, Лучанские, Мацуковщина, Обуховщина, Пекари, Сухопаровщина, Холхлово, Чахи, Шараи; часть населённых пунктов Тюрлевского сельсовета — Адамовичи, Горавины, Мыслевичи и Рагозы (в границах улиц Будавников, Вольная, Купаловская, Луговая, Пригородная, Придорожная, Славянская).
28 июня 2013 года населённый пункт Рагозы Хожовского сельсовета в границах улиц Весенняя, Восточная, Мирная, Молодечненская, Приозёрная, Сонечная, Снежная включён в состав города Молодечно.

## Состав
Хожовский сельсовет включает 31 населённый пункт:
- Адамовичи — деревня.
- Березовцы — деревня.
- Бертошки — деревня.
- Броды — деревня.
- Броховщина — деревня.
- Брусковщина — деревня.
- Витковщина — деревня.
- Гай — деревня.
- Горавины — деревня.
- Драни — деревня.
- Жерлаки — деревня.
- Задворцы — деревня.
- Изабелино — деревня.
- Копачи — деревня.
- Куково — деревня.
- Кулевщина — деревня.
- Лучанские — деревня.
- Ляльковщина — деревня.
- Мацуковщина — деревня.
- Мочиновщина — деревня.
- Мойсичи — деревня.
- Мыслевичи — деревня.
- Обуховщина — деревня.
- Рагозы — деревня.
- Пекари — деревня.
- Слободка — деревня.
- Сухопаровщина — деревня.
- Хожово — агрогородок.
- Холхлово — агрогородок.
- Чахи — деревня.
- Шараи — деревня.

Упразднённые населённые пункты:
- Овчарник — хутор.

## Население
Население сельсовет согласно переписи 2009 года (14 населённых пунктов) — 1 376 человек, из них 94,4 % — белорусы, 4,4 % — русские; согласно переписи 2019 года (31 населённый пункт) — 2 375 человек.

## Инфраструктура
На территории деревни Мойсичи расположен Аэродром Хожево.